# Железничка линија Ивате Галакси
The Железничка линија Ивате Галакси (いわて銀河鉄道線 Iwate Ginga Tetsudō-sen) је железничка линија у Јапану којом управља компанија у јавно-приватном власништву по имену Железничка компанија Ивате Галакси. Линија спаја станицу Мориока у граду Мариока и станицу Метоки у граду Санохе.
Некада део Источна јапанска железница (JR исток) главна линија Тохоку, одвојена је од 1. децембра 2002. године са отварањем брзе пруге Тохоку која је паралелна. JR Теретна услуге и JR сток ноћи возови за превоз аутомобила и даље су наставили да собраћају.

## Станице
| Мориока                                   | 盛岡         | -   | 0.0  | Брза пруга Тохоку, Главна линија Тохоку, Железничка линија Тазавако (Брза пруга Акита), Железничка линија Јамада | Мориока  | Префектура Иватеи |
| Аојама                                    | 青山         | 3.2 | 3.2  | | Мориока  | Префектура Иватеи |
| Куријагава                                | 厨川         | 2.4 | 5.6  | | Мориока  | Префектура Иватеи |
| Суго                                      | 巣子         | 4.6 | 10.2 | | Такизава | Префектура Иватеи |
| Такизава                                  | 滝沢         | 2.0 | 12.2 | | Такизава | Префектура Иватеи |
| Шибутами                                  | 渋民         | 4.4 | 16.6 | | Мориока  | Префектура Иватеи |
| Кома                                      | 好摩         | 4.7 | 21.3 | Железничка линија Ханава (some through services)                                                                 | Мориока  | Префектура Иватеи |
| Ивате-Кавагучи                            | 岩手川口     | 5.6 | 26.9 | | Ивате    | Префектура Иватеи |
| Ивате-Нумакунај                           | いわて沼宮内 | 5.1 | 32.0 | Брза пруга Тохоку                                                                                                | Ивате    | Префектура Иватеи |
| Мидо                                      | 御堂         | 5.3 | 37.3 | | Ивате    | Префектура Иватеи |
| Окунакајама-Коген                         | 奥中山高原   | 7.1 | 44.4 | | Ичинохе  | Префектура Иватеи |
| Коцунаги                                  | 小繋         | 7.8 | 52.2 | | Ичинохе  | Префектура Иватеи |
| Козуја                                    | 小鳥谷       | 7.6 | 59.8 | | Ичинохе  | Префектура Иватеи |
| Ичинохе                                   | 一戸         | 4.7 | 64.5 | | Ичинохе  | Префектура Иватеи |
| Нинохе                                    | 二戸         | 6.3 | 70.8 | Брза пруга Тохоку                                                                                                | Нинохе   | Префектура Иватеи |
| Томај                                     | 斗米         | 2.9 | 73.7 | | Нинохе   | Префектура Иватеи |
| Кинтаичи-Онсен                            | 金田一温泉   | 4.7 | 78.4 | | Нинохе   | Префектура Иватеи |
| Метоки                                    | 目時         | 3.6 | 82.0 | Железничка линија Аоимори (through service)                                                                      | Санохе   | Префектура Аомори |
| до Хачинохе на Железничкој линији Аоимори |              |     |      | |          |                   |

## Возни парк
Железничка компанија Ивате Галакси поседује флоту од IGR 7000 серија електричних возова (ЕМУ). Флота се састоји од четири сета 7000-0 серије, који су првобитно били власништво ЈР исток компаније као 701-1000 серија, који су пренесени из Мориоке у децембру 2002. године, и три новоизграђена сета 7000-100 серије.

## Историја
Део линије између Мориоке и Метоки први пут је отворена 1. септембра 1891, и била је национализована 1. новембра 1906. године. Линија је са два колосека до 12. јула 1968. године, а електрифицирана је 22. августа 1968. Са приватизацијом од стране Јапанске националне железнице (JNR) од 1. априла 1987. године линија је под контролом |Источна јапанска железница|Источне јапанске железнице]] (JR исток). Од 1. децембра 2002. године, са отварањем паралелне брзе пруге Тохоку, проширење до Хачинохе, власништво линије је пребачен на Железничку компанију Ивате Галакси.